# Floods (Pantera)
Floods è un brano musicale del gruppo musicale statunitense Pantera, contenuto nell'album del 1996 The Great Southern Trendkill.

## Descrizione
La rivista Guitar World piazzò l'assolo di Dimebag Darrell contenuto in Floods alla quindicesima posizione degli migliori assoli di tutti i tempi. L'assolo nacque originariamente come riff, per poi essere trasformato da Dimebag. Generalmente, la canzone si diversifica notevolmente dalle altre composte dalla band texana. Essa è infatti a tratti estremamente lenta e presenta un tono vocale cupo e parti parlate. La base musicale non presenta le solite potenti e rapide percussioni di Vinnie Paul, che qui si incentrano solo su un "calmo" accompagnamento. 
L'outro del brano venne ideata da Darrell molto tempo prima dell'uscita effettiva di The Great Southern Trendkill. Difatti, su Internet si può trovare un bootleg del chitarrista che la suona in un live risalente all'incirca al 1988.